# Forever Young (canción de Alphaville)
«Forever Young» (en español: «Por siempre joven») es el título de una power ballad interpretada por la banda de synth-pop alemana occidental Alphaville, perteneciente a su álbum debut de estudio del mismo título Forever Young (1984). El sencillo fue un rotundo éxito en Escandinavia y en los Países europeos de habla alemana en el mismo año.
A pesar de que no fue el sencillo europeo de mayor éxito del grupo y de que no logró llegar al top 40 en Estados Unidos a pesar de tres lanzamientos individuales en este país, sería allí donde sí conseguiría su mayor éxito. "Forever Young" se convirtió en una de las canciones más emblemáticas de la banda, y posteriormente ha sido versionada por numerosos artistas.

## Versiones de Alphaville

### Versión original de 1984

#### Montaje y vídeo
Lanzado originalmente por Alphaville como sencillo en 1984, "Forever Young" estuvo disponible tanto en su mezcla original como en una versión de baile titulada la "Mezcla especial de baile". A lo largo de los años, la banda ha lanzado varios remixes y versiones de demostración de la canción.
El sencillo alcanzó el puesto número 65 en la lista Billboard Hot 100 en Estados Unidos y el top 40 en el U.S. Hot Dance Music/ Club Play Singles.
El vídeo musical de la canción muestra a la banda tocando en uno de los pasillos del Holloway Sanatorium en Virginia Water, Surrey, Inglaterra. Varias personas, desde niños hasta ancianos, vestidos con harapos, se despiertan para observar a la banda y luego caminan a través de un portal brillante en forma de diamante, supuestamente al Paraíso. Aunque también se especula que en realidad es una referencia al holocausto y que las personas que ingresan por la puerta son judíos.

#### Lista de formatos
sencillo de 7"
1. "Forever Young" — 3:45
2. "Welcome to the Sun" — 3:09

maxisencillo de 12"
1. "Forever Young" (Versión especial de baile) — 6:06
2. "Forever Young" — 3:45
3. "Welcome to the Sun" — 3:09

- "Welcome to the Sun" también apareció (en un remix y una regrabación) en el álbum de 1999 Dreamscapes.

#### Otros lanzamientos
La versión original del álbum también ha aparecido en los siguientes lanzamientos oficiales de Alphaville:
- Alphaville Amiga Compilation, 1988
- Alphaville: The Singles Collection, 1988
- First Harvest 1984–92, 1992

La "Versión especial de baile" y el lado B "Welcome to the Sun" fueron incluidos en el álbum de 2014 so80s presents Alphaville.

#### Otras versiones
Esta canción ha sido lanzada varias veces en varias formas, incluyendo remixes y demos, en:
- Alphaville: The Singles Collection, 1988 (remix)
- History, 1993 (Versión en vivo)
- Dreamscapes, 1999 (demo, demo remix, versión en vivo y regrabado acústicamente)
- Little America, 1999 (versión en vivo)
- Stark Naked and Absolutely Live, 2000 (versión en vivo)
- Forever Pop, 2001 (remix)
- "Forever Young 2001" (ver más abajo)

### Forever Young 2001
En 2001, Alphaville lanzó un nuevo conjunto de remixes en una "edición limitada para fanes" llamada "Forever Young 2001". Este sencillo contenía tres pistas de música, una pista de palabras habladas y una pista solo para PC.
Este CD fue lanzado a los fanáticos de forma gratuita, solo se necesitaba pagar el franqueo. Los nombres de todos los fanáticos que habían solicitado una copia estaban impresos en la cubierta interior. Las copias fueron firmadas a mano por la banda. Los remixes que aparecen en el sencillo no han aparecido en otros lanzamientos.
La portada es una imagen fija del video, que fue creada por el estudio de animación Cartoon Saloon

## Versión de David Guetta y Ava Max
El 18 de octubre de 2024, se lanzó una versión con el DJ y productor francés David Guetta y la cantante estadounidense Ava Max.

### Antecedentes
En septiembre de 2024, la versión original de «Forever Young» se volvió viral en TikTok, enviando la canción a la cima de la lista TikTok Billboard Top 50 el 5 de octubre de 2024. El 7 de octubre de 2024, Guetta y Max interpretaron su versión por primera vez durante la residencia de Guetta F*** Me I'm Famous! en Ibiza. El 14 de octubre, anunciaron el lanzamiento de la canción en sus redes sociales.

### Posicionamiento en listas
| Listas (2024–2025)                          | Mejor posición |
| ------------------------------------------- | -------------- |
| Alemania (Official German Charts)           | 10             |
| Austria (Ö3 Austria Top 40)                 | 36             |
| Bélgica (Ultratop 50 Valonia)               | 14             |
| Bielorrusia (TopHit)                        | 55             |
| Bulgaria (PROPHON)                          | 8              |
| CEI (TopHit)                                | 11             |
| Croacia (HRT)                               | 8              |
| Estonia (TopHit)                            | 6              |
| Eslovaquia (Rádio Top 100)                  | 3              |
| Estados Unidos (Billboard Hot 100)          | 99             |
| Estados Unidos (Adult Contemporary)         | 28             |
| Estados Unidos (Adult Pop Airplay)          | 9              |
| Estados Unidos (Hot Dance/Electronic Songs) | 2              |
| Estados Unidos (Pop Airplay)                | 15             |
| Francia (SNEP)                              | 37             |
| Hungría (Dance Top 40)                      | 5              |
| Hungría (Rádiós Top 40)                     | 1              |
| Japón (Billboard Japan Hot Overseas)        | 15             |
| Letonia (TopHit)                            | 15             |
| Líbano (Lebanese Top 20)                    | 6              |
| Lituania (TopHit)                           | 2              |
| Moldavia (TopHit)                           | 15             |
| Nueva Zelanda (Hot Singles)                 | 16             |
| Países Bajos (Dutch Top 40)                 | 7              |
| Países Bajos (Single Top 100)               | 29             |
| Polonia (Polish Airplay Top 100)            | 51             |
| Reino Unido (Singles Sales)                 | 72             |
| República Checa (Rádio – Top 100)           | 6              |
| Rumania (TopHit)                            | 14             |
| Rusia (TopHit)                              | 36             |
| Suecia (Sverigetopplistan)                  | 70             |
| Suiza (Schweizer Hitparade)                 | 34             |

## Versiones de otros músicos
- José Riaza en Tribulaciones del éxito relativo, 2023 (versión en vivo)
- One Direction a través de Wellington Leeds en 2012.
- Laura Branigan la incluyó en su álbum Hold Me (1985)
- Hladno Pivo versionó la canción en alemán como Für immer Punk en su disco de debut Džinovski (1993).